# RK Zaprešić
Rukometni klub Zaprešić (RK Zaprešić; Zaprešić) bio je muški rukometni klub iz Zaprešića, Zagrebačka županija. 

## O klubu
Klub je osnovan kao rukometna sekcija DTO "Partizan" krajem 1950.-ih, te nosi ime "Partizan"' do raspada SFRJ. Klub uglavnom sudjeluje u rukometnim ligama na području središnje Hrvatske. Osamostaljenjem Hrvatske klub dobiva naziv RK "Zaprešić". U sezoni 2. HRL 1992./93. klub je član 2. HRL - Sjever, ali po završetku sezone dolazi do spajanja s klubom "Borac" iz Zagreba (tada sponzorskoh naziva "Chipoteka" i člana 1.A HRL). Klub stoga u sezoni 1993./94. postaje prvoligaš i igra pod imenom "Zaprešić - Borac". Međutim, klub je tijekom sezone upao u financijske poteškoće. Krajem 1993. omladinska je škola prestala s radom, dok su seniori ispali iz 1.A HRL i klub se onda gasi. 
 
Muški klupski rukomet se u Zaprešiću nije igrao do 1999. godine, kada se osniva nasljednik RK "Zaprešića" - MRK "Zaprešić". 

## Poznati igrači
Ivan Teur-Iba,
Petar Maričić-Pjer,
Dragutin Martinko-Čuni,
Vinko Morović-Cibić,
Krešimir Palijan-Kićo,
Josip Obrubić-Fifa,
Ivan Gorjan,
Stjepan Glogović-Gloga,
Zvonimir Pipinić-Pipa,
Krunoslav Šarić,
Darko Saić-Sajko,
Nikola Japundžić,
- Davorin Gajnik
- Mario Kelentrić
- Krunoslav Pipinić
- Denis Špoljarić
- Marko Zurunić

Mitko Penčev

## Unutrašnje poveznice
- MRK Zaprešić
- ŽRK Zaprešić
- RK Borac Zagreb